# Monts Allegheny
Pour les articles homonymes, voir Allegheny.
Les monts Allegheny (aussi orthographié Alleghany et Allegany) — informellement, les Alleghenies — sont une partie de la vaste chaîne des Appalaches dans l'Est de l'Amérique du Nord. Elle a une orientation nord-est sud-ouest et s'étend sur plus de 600 km depuis le centre-nord de la Pennsylvanie, à travers l'Ouest du Maryland et l'Est de la Virginie-Occidentale, jusqu'au sud-ouest de la Virginie. La chaîne fait environ 150 km de large. Spruce Knob est son point le plus élevé, culminant à 1 482 m (38° 41′ 59″ N, 79° 31′ 58″ O).

## Étymologie
Le nom vient de la rivière Allegheny, qui ne draine qu'une petite partie des Alleghenies dans le centre-ouest de la Pennsylvanie. Le sens du mot, qui vient des Amérindiens Lenapes du Delaware, n’est pas connu avec certitude mais est habituellement traduit par « belle rivière ». Une légende Lenape indique qu’une ancienne tribu nommée les Allegewi qui vivait sur les bords de la rivière fut vaincue par les Lenapes. Allegheny est l’orthographe française (comme pour l’Allegheny River, qui fut une région de la Nouvelle-France), et Allegany l’orthographe anglaise (comme dans le comté d’Allegany dans le Maryland, ancienne colonie britannique).
Le nom Allegheny fut autrefois utilisé pour désigner l’ensemble de ce qui est appelé maintenant les Appalaches. John Norton l’utilisa (avec des orthographes variées) vers 1810 pour faire référence aux montagnes dans le Tennessee et en Géorgie. À peu près à la même époque, l’écrivain Washington Irving proposa de renommer les États-Unis Appalachia ou Alleghania. En 1861, Arnold Henry Guyot publia la première étude géologique systémique de l’ensemble de la chaîne de montagne. Sa carte était nommée Alleghanies mais son livre, lui, avait pour titre On the Appalachian Mountain System. John Muir, dans son livre, A Thousand Mile Walk to the Gulf écrit en 1867, utilisait le mot Alleghanies pour désigner le Sud des Appalaches. D'autres utilisèrent le mot d’Appalachians (Mountains).
Il n’y eut pas d’accord général sur Appalachians contre Alleghanies avant la fin du XIXe siècle. Le nom Appalachian (traduit en français par Appalaches) devint le nom couramment utilisé pour l’ensemble de la chaîne, d’abord par les géologues puis par tous.

## Géographie

### Situation

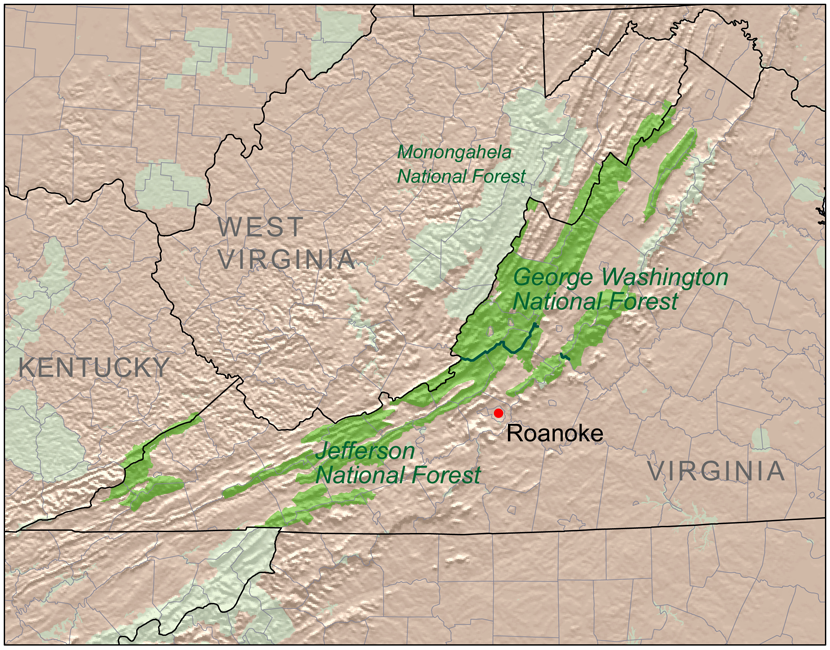
Les forêts nationales de George Washington et de Jefferson se trouvent sur le coteau occidental des Allegheny. La forêt nationale de Monongahela s’étend au cœur du massif.

Les monts Allegheny s'étendent sur 640 km environ du nord-est au sud-ouest et sur 160 km d’est en ouest à la plus grande largeur du massif.
Bien qu'il n'y ait pas de délimitation universellement reconnue pour la chaîne des Allegheny, on peut la définir très généralement comme le massif montagneux ceinturé à l'est par la Great Valley, composée de la vallée de Cumberland en Pennsylvanie et de la vallée de Shenandoah en Virginie, limité au  nord par la vallée de la Susquehanna et au sud par celle de New River, et confondus à l'ouest avec la crête du plateau des Allegheny (auquel on les rattache parfois). Les crêtes les plus à l'ouest sont les cimes de Laurel et Chestnut en Pennsylvanie, le mont Laurel et le monts Rich en Virginie-Occidentale.
Les montagnes au sud des Allegheny (dans les Appalaches, aux confins occidentaux de la Virginie, l'est du Kentucky et du Tennessee) sont les montagnes Cumberland. Les Allegheny et les monts de Cumberland font tous deux partie de la province de Ridge and Valley des Appalaches.

### Topographie
L'extrémité orientale des Allegheny est une chaîne accidentée, la barre des Allegheny, parfois considérée comme le contrefort oriental du plateau des Allegheny. Ce grand escarpement suit à peu près la ligne de partage des eaux. Plusieurs gorges et vallées impressionnantes drainent les Allegheny : à l’est, le canyon de Smoke Hole (branche sud du Potomac), et à l’ouest les gorges de New River et de la Blackwater, ainsi que le canyon du Cheat. Ce bassin versant entraîne près de la moitié des précipitations des Alleghenies à l’ouest, vers le Mississippi ; le ruissellement du bassin oriental est récolté par la baie de Chesapeake et la façade atlantique.

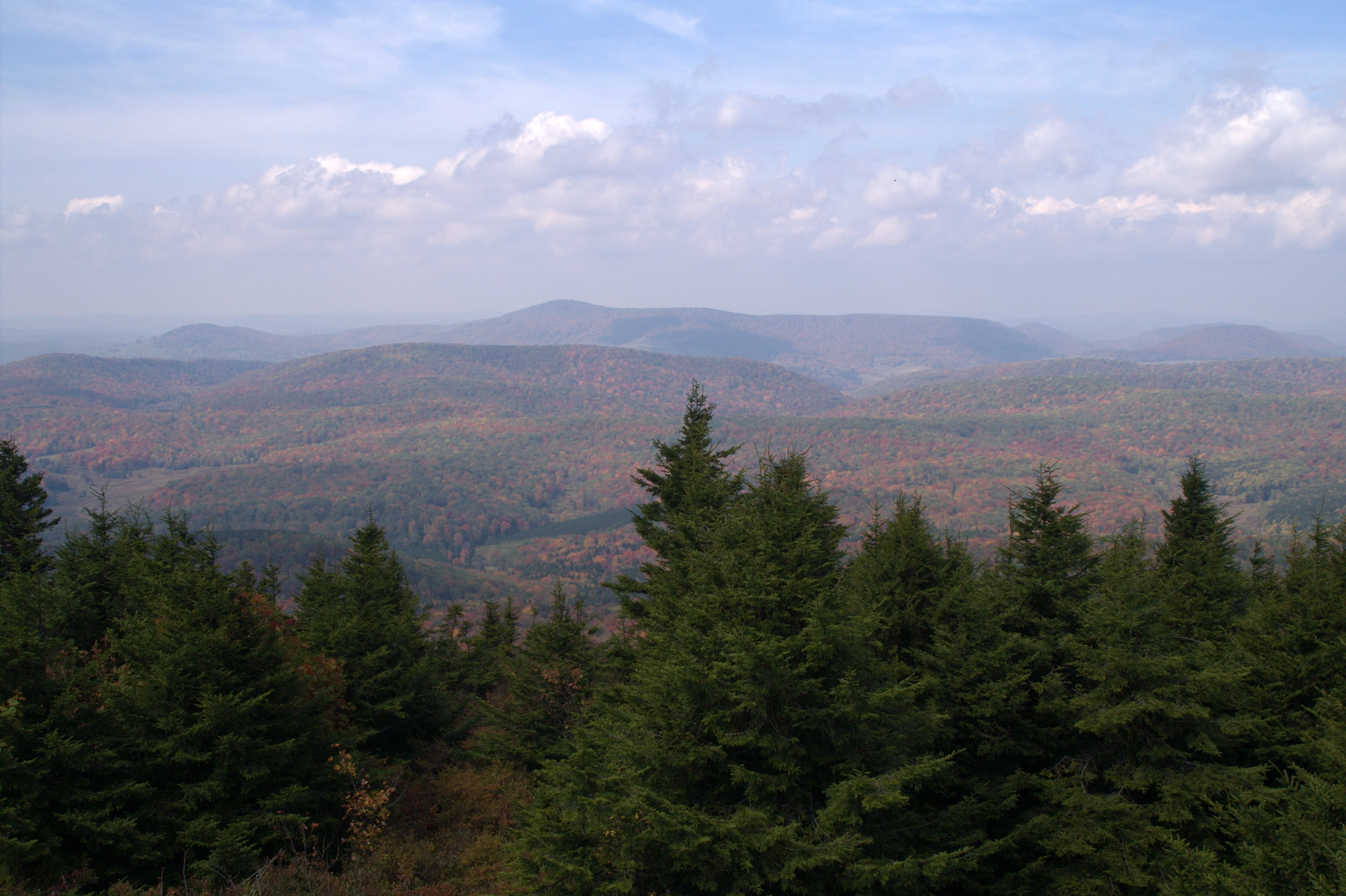
Panorama depuis Spruce Knob, point culminant des Alleghenies.

Les plus hautes cimes des Allegheny se trouvent juste à l’ouest de la barre orientale, dont le dénivelé d’est en ouest s’élève à 900 m. L'altitude dans le centre des Allegheny avoisine les 1 500 m, le point culminant se trouvant dans la moitié sud de ce massif : Spruce Knob (1 482 m), dans la chaîne de Spruce Mountain en Virginie-Occidentale. Les autres sommets importants des Allegheny sont le Thorny Flat dans Cheat Mountain (1 478 m), Bald Knob dans les Back Allegheny Mountains (1 476 m) et le mont Porte Crayon (1 454 m), tous en Virginie-Occidentale, Dans Mountain (883 m) dans le Maryland et Backbone Mountain (1 024 m), qui est le point culminant cet l'État, le mont Davis (979 m), point culminant de la Pennsylvanie, et Blue Knob (959 m), qui le suit. Swell Mountain (1 003 m) est le plus haut sommet des parc national et réserve de New River Gorge.

### Géologie
Le socle rocheux des Allegheny est essentiellement formé de grès, de grès métamorphique et de quartzite, laquelle est extrêmement résistante à l’érosion météorique. On trouve ici et là quelques affleurements de conglomérats anciens, comme à Dolly Sods. Le produit d'érosion est un sable blanc de quartzite pure. Les couches rocheuses des Allegheny se sont formées au cours de l’orogenèse alléghanienne.
En raison des cycles gel-dégel intenses affectant les hautes Allegheny, le socle affleure rarement. En surface, le sol repose généralement sur un chaos de blocs de grès, qui roulent au fil du temps en contrebas ; la crête de la barre des Allegheny et ses falaises escarpées forme une exception.

### Flore
Les Hautes Allegheny sont réputées pour leurs forêts d’Épinette rouge, de Sapin baumier et de sorbiers, essences d'arbres normalement présentes beaucoup plus au nord. Les essences de haute fûtaie sont le Bouleau jaune, l'Érable à sucre et l'Érable rouge, la Pruche du Canada et le Cerisier d'automne. On y trouve aussi le Hêtre à grandes feuilles, le pin et le caryer. Toutes les forêts de la région sont désormais des forêts secondaires : les essences d'origine ont été abattues à la fin du XIXe siècle et, pour l'ouest de la Virginie, au début du XXe siècle. On trouve de l'oignon sauvage dans les forêts les plus épaisses.
Certaines régions isolées des Hautes Allegheny sont réputées pour leurs tourbières et landes (par exemple à Dolly Sods ou à Cranberry Glades) ; et il est de fait que de nombreuses communautés de plantes sont identiques à la flore maritime du Nouveau-Brunswick et du Québec. Les écosystèmes des Allegheny sont en fait très variés. Ces dernières décennies, la succession écologique de toute la région en a fait une destination favorite des botanistes.

### Faune
La mégafaune qui peuplait naguère les Allegheny : wapitis, bisons, cougars, a été exterminée au XIXe siècle ; mais elle a survécu plus longtemps dans ces montagnes qu'en toute autre région de la Côte Est des États-Unis. Selon le naturaliste Jean-Jacques Audubon, on pouvait encore voir en 1851 quelques wapitis (Cervus canadensis canadiensis) dans les Monts Alleghany, mais ils avaient pratiquement disparu des autres régions. Aujourd'hui, les mammifères des Allegheny sont le cerf de Virginie, le tamia, le raton-laveur, la mouffette, la marmotte, l’opossum, la belette, le campagnol, l’écureuil volant, lapin d'Amérique, renard gris, renard roux, l’écureuil gris et roux et une espèce de chauve-souris. Dans les forêts et les parcs naturels des Allegheny, on trouve aussi le lynx roux, le lièvre d'Amérique, le sanglier, l’ours noir et le coyote ; visons et castors sont beaucoup plus rares.
Les montagnes et le plateau abritent plus de 20 espèces de reptiles : lézards et scinques, tortues ou serpents. Certains passereaux fréquentent ces montagnes de même que les grives (grive solitaire et grive des bois). Les migrateurs d’Amérique du Nord fréquentent tout le massif à la belle saison. On peut voir à l'occasion des balbuzards et des aigles le long des ruisseaux, mais les rapaces les plus nombreux sont encore les buses et les chouettes.
Les habitats aquatiques des Allegheny abritent 24 familles de poissons. Il y a 21 espèces d'amphibiens, dont des salamandres-alligators, les salamandres sans poumon et divers crapauds et grenouilles. Les Allegheny sont l'habitat de près de 54 espèces d’invertébrés parmi lesquelles des gastéropodes, des limaces, des sangsues, des vers de terre et des scarabées. L’écrevisse des cavernes fait partie d'une soixantaine d'espèces d'invertébrés, vivant dans les anfractuosités.

### Infrastructures et urbanisation
Il y a peu de grandes villes dans les Allegheny : les quatre principales sont (par ordre décroissant de population) Altoona, State College, Johnstown (toutes en Pennsylvanie) et Cumberland (dans le Maryland). Dans les années 1970 et 1980, le réseau autoroutier inter-États a été prolongé jusque dans le nord des Allegheny, qui depuis sont desservis par plusieurs voies express fédérales : l’Interstates 80, l’I70/I76 et I68. L’Interstate 64 traverse aussi la pointe sud du massif, mais les Allegheny centrales (dites « Hautes Allegheny » dans l'Est de la Virginie-Occidentale) ont posé des difficultés particulières aux ingénieurs, du fait des accidents du relief et d'une problématique environnementale assez lourde (le corridor H). La région, desservie par un réseau de routes secondaires assez lâche, présente encore une densité de population relativement faible.
Du point de vue des télécommunications, la United States National Radio Quiet Zone (NRQZ), zone de géométrie rectangulaire à cheval sur la Virginie et la Virginie-Occidentale, recouvrant 33 500 km2, constitue un second frein à l'urbanisation de la partie centrale des Allegheny. Proclamée en 1958 par la Federal Communications Commission, elle limite strictement tous les signaux hertziens omnidirectionnels ou de puissance, bien que l'usage du téléphone portable soit autorisé.

## Histoire
Les sources d'eau minérale des Hautes Allegheny étaient déjà connues des Amérindiens et des colons européens dès le XVIIIe siècle : leur exploitation a passablement contribué au développement d'une économie locale. Les sources thermales sont à l'origine d'hôtels de luxe : The Greenbrier (White Sulphur Springs, 1858) et le Homestead (Hot Springs, 1766).